# 小行星7703
小行星7703（英語：7703）是一颗围绕太阳公转的小行星。1991年9月7日，埃莉諾·赫琳在帕洛马山发现了此天体。
这颗小行星的绝对星等为141.08488等。